# Taione Kerevanua
Taione Kerevanua (19 aprile 1991) è un calciatore figiano, centrocampista del Labasa.

## Carriera

### Nazionale
Ha partecipato alla Coppa d'Oceania del 2016.